# Де-мол
Де-мол је молска лествица, чија је тоника тон де, а као предзнаке има једну снизилицу.

## Варијанте лествице
На слици испод се дају видети редом, природна, хармонска и мелодијска де-мол лествица:
У хармонском молу седми тон при повишењу прелази из чистог це у цис, а у мелодијском де-молу шести тон бива повишен из бе у чисто ха.

## Познатија класична дела у де-молу
- Клавирски концерт бр. 3, Рахмањинов
- Девета симфонија, Бетовен
- Токата и фуга у де-молу, BVW 565, Бах
- Реквијем, Моцарт
- Симфонија, Франк